# زاك كيرخورن
زاك كيرخورن (من مواليد 1984/1985) مدير مالي تنفيذي يعمل لدى شركات صناعة السيارات. اعتبارًا من عام 2019، شغل منصب المدير المالي لشركة تيسلا موتورز.

## التعليم
في الفترة ما بين عامي 2002 وعام 2006، درس زاك كيرخورن الاقتصاد في كلية وارتون للهندسة الميكانيكية والميكانيكا التطبيقية في جامعة بنسلفانيا كجزء من برنامج جيروم فيشر في الإدارة والتكنولوجيا. في عام 2013، حصل على درجة ماجستير إدارة الأعمال من كلية هارفارد للأعمال.

## المهنة
خلال دراسته عام 2005، انضم كيرخورن إلى مؤسسة مايكروسوفت كمحلل مالي متدرب. في عام 2006، انضم مره أخرى كمتدرب لدى ميكروسوفت كمدير برامج متدرب لمده 4 أشهر. بعد التخرج في عام 2004، قضى كيرخورن ما يقرب من 3 سنوات في العمل في شركة ماكينزي وشركاه كمحلل أول للأعمال.
في عام 2010، انضم كيرخورن لشركة تيسلا موتورز كمحلل أول في الشؤون المالية. في ديسمبر 2014، أصبح كمحلل أول في الشئون المالية، وفي ديسمبر 2019 تم تعيينه نائباً للرئيس للشؤون المالية. في 30 يناير 2019، تم إعلان كيرخورن ليحل محل ديباك أهوجا في منصب المدير المالي الجديد لشركة تيسلا موتورز.

## وصلات خارجية
- ارتفاع قيمة أسهم شركة تيسلا موتورز بعد تعيين مدير مالي جديد- على اليوتيوب.
- حوار مع زاك حول سياسة تيسلا المالية لعام 2019.